# Lijst van burgemeesters van Meierijstad
Dit is een lijst van burgemeesters van de Nederlandse gemeente Meierijstad in de provincie Noord-Brabant.
Deze gemeente ontstond op 1 januari 2017 door het samengaan van de gemeenten Veghel, Schijndel en Sint-Oedenrode.
| Ambtsperiode            | Naam burgemeester       | Partij of stroming | Bijzonderheden |
| ----------------------- | ----------------------- | ------------------ | -------------- |
| januari - december 2017 | Marcel (M.A.) Fränzel   | D66                | waarnemend     |
| 6 december 2017 - heden | Kees (C.H.C.) van Rooij | CDA                | [ 1 ] [ 2 ]    |